# The Anniversary Waltz Part One
The Anniversary Waltz Part One è un brano inciso dalla rock band inglese Status Quo, uscito come singolo nel 1990.

## La canzone
Prodotto come singolo inedito da inserire nell'album raccolta Rocking All Over the Years, è un medley di classici pezzi rock and roll con nuove versioni di famosissimi brani anni cinquanta appartenenti a mostri sacri come Chuck Berry, Little Richard e Jerry Lee Lewis.
Viene registrato in studio interamente in presa diretta (cioè, praticamente dal vivo) con toni ruvidi e diretti, e segue la moda dei medley lanciata qualche tempo prima da Jive Bunny, poi proseguita per qualche anno ancora con medley di grandissimo successo pubblicati da band come i Gipsy Kings.
Il prodotto ottiene un enorme riscontro radiofonico e commerciale andando al n. 2 nelle classifiche del Regno Unito, mentre lo spassoso video musicale che lo accompagna si invola al primo posto delle classifiche video.
Con Anniversary Waltz gli Status Quo divengono i primi (e sinora unici) artisti ad aver centrato le Top Ten singles inglesi per quattro decenni consecutivi.

## Tracce
1. The Anniversary Waltz Part One  - 5:25 - Let's Dance (Lee) / Red River Rock (Kind/Mack/Mendlesohn) / No Particular Place to Go (Berry) / The Wanderer (Maresca) / I Hear You Knocking (Bartholomew/King) / Lucille (Collins/Penniman) / Great Balls of Fire (Hammer/Blackwell)
2. The Power of Rock - 4:37 - (Parfitt/Williams/Rossi)

## Formazione
- Francis Rossi (chitarra solista, voce)
- Rick Parfitt (chitarra ritmica, voce)
- Andy Bown (tastiere, chitarra, armonica a bocca, cori)
- John 'Rhino' Edwards (basso, voce)
- Jeff Rich (percussioni)

## British singles chart
| Posizione | 31 | 5 | 4 | 2 | 4 | 8 | 16 | 27 | 46 | 92 | 82 | 89 | uscito |